# Francisco Salzillo
Francisco Salzillo i Alcaraz (Ciutat de Múrcia, 12 de maig de 1707 - 2 de març de 1783) fou un escultor barroc murcià especialitzat en la producció d'imatgeria religiosa en fusta policromada. En aquest àmbit és considerat el més representatiu escultor del segle xviii a Espanya.

## Biografia
Francisco Salzillo va néixer a Múrcia el 12 de maig de 1707. El seu pare, Nicolás Salzillo, era un escultor italià, procedent de Capua, que uns anys abans s'havia establert a Múrcia. Després d'iniciar estudis de Lletres amb els jesuïtes, sembla que va entrar en l'Ordre Dominicana com novici, després d'això va haver de fer-se càrrec del taller escultòric del seu pare a la mort d'aquest en 1727, quan Francisco comptava amb tan sols vint anys.
Era el segon de set germans, alguns dels quals treballarien en el taller familiar, concretament José Antonio i Patricio, nascuts en 1710 i 1722 respectivament; i possiblement Inés, encarregada del daurat i estofat de les imàgens realitzades al taller familiar. L'estil personal de Francisco va destacar des de molt prompte, amb tècniques com l'acabat del cabell a punta de cisell o el seu llaurat en forma d'estries molt fines.
En 1746 es va casar amb Juana Vallejo i Taibilla, matrimoni fruit del qual van néixer dos fills: Nicolás, nascut en 1750 i mort a l'any següent, i María Fulgencia.
Tota la vida de Francisco Salzillo va tenir lloc a Múrcia, on es va fer amb un nom i una fama que van transcendir el merament artístic. Només hi ha documentat un viatge seu fora de la ciutat de Múrcia, el qual va realitzar a Cartagena per al lliurament de les imatges dels Quatre Sants de Cartagena en 1755. Va rebutjar la invitació que li feu el Comte de Floridablanca per traslladar-se a Madrid, el que li hauria servit per a donar-se a conèixer en la Cort.
Amb el pas dels anys, la seva obra va ser adquirint fama i va rebre multitud d'encàrrecs d'esglésies i convents de Múrcia i de les províncies limítrofes: Alacant, Albacete i Almería
En 1759 va ser nomenat Escultor Oficial del Consell de Múrcia i inspector de pintura i escultura.
Després de la mort de la seva esposa en 1765, va començar a reunir-se amb freqüència amb altres artistes i intel·lectuals de Múrcia. En 1777 van fundar la Reial Societat Econòmica d'Amics del País, que va servir perquè en 1779 es creés l'Escola de Dibuix, que va tenir com primer director a Salzillo.
Va morir a Múrcia el 2 de març de 1783. Va Ser enterrat en el Convent de les Caputxines de Múrcia, on havia professat la seva germana Francisca de Paula.
L'any 1941 es va crear el Museu Salzillo de Múrcia que té la seu a l'església de Jesús d'aquesta ciutat i com a nuclis principals els passos processionals realitzats per Salzillo per a la confraria de Nostre Senyor Jesús de Natzaré i el pessebre de més de 500 figures.

## Obra

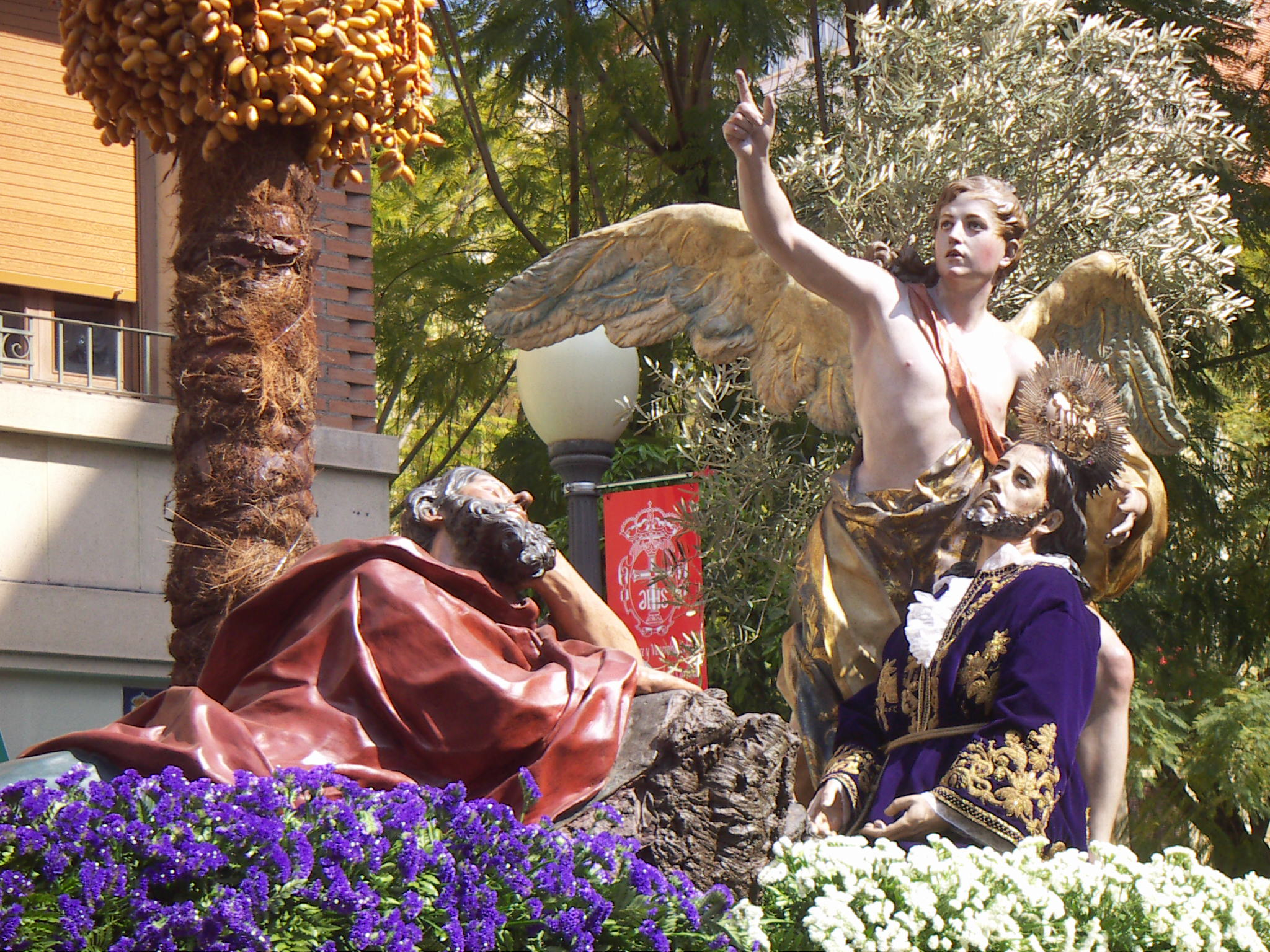
Oració a l'hort de Getsemaní (1754).

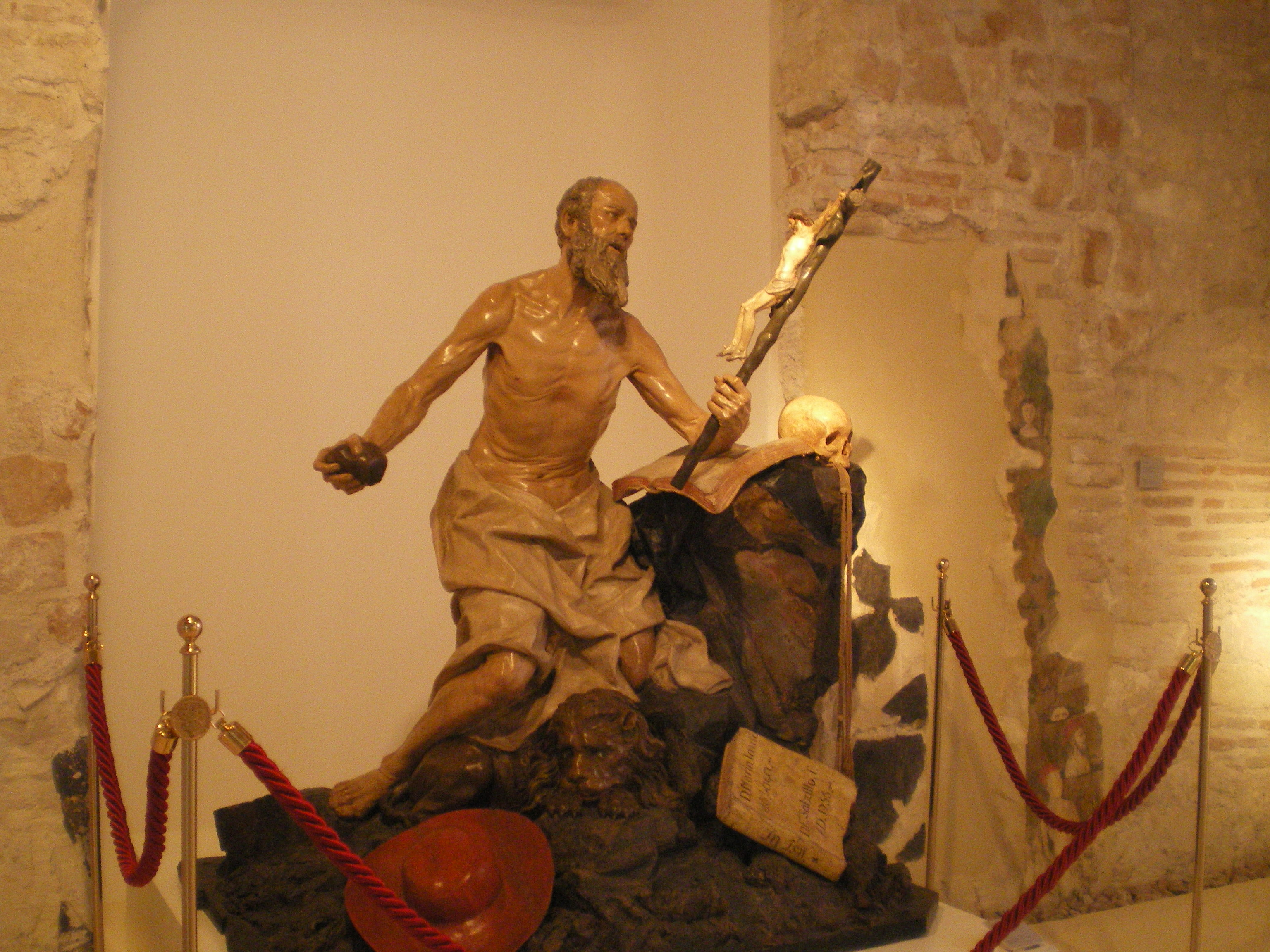
Sant Jeroni penitent del Museu de la catedral de Múrcia

Francisco Salzillo va treballar exclusivament la temàtica religiosa, i gairebé sempre en fusta policromada. Va realitzar centenars de peces que es distribueixen fonamentalment per Múrcia i la rodalia. Desgraciadament, durant la Guerra del 36 es van destruir moltes de les seves obres.
D'entre les nombroses obres de l'artista, caldria destacar com a exponents màxims:
- Passos processionals de la confraria de Jesús exposats al Museu Salzilloː el sant Sopar, l'oració a l'hort de Getsemaní, el bes de Judes, la flagel·ació de Jesús, la Verònica, la caiguda en el camí del Calvari, sant Joan i la Dolorosa.
- Pessebre (Museu Salzillo, Múrcia)
- Sagrada Família. Església de San Miguel (Múrcia)
- Sant Anton. Ermita de San Anton (Múrcia)
- Mare de Déu de la Llet. Museu de la Catedral (Múrcia)
- Sant Jeroni Penitent. Museu de la Catedral (Múrcia)
- Sant Andreu. Església de San Andrés (Múrcia)
- Sant Roc. Església de San Andrés (Múrcia)
- Puríssima Concepció. Església del Carmen (Múrcia)
- Santa Rosalia de Palerm. Església de Santa Eulalia (Múrcia)
- Sagrada Família (Oriola)
- Sant Isidre, sant Fulgenci, sant Leandre i santa Florentina. Església de Santa María de Gracia (Cartagena)
- Nen Jesús (Museu Frederic Marès)

## Passos processonals de la confraria de Jesús
Aquest conjunt de 8 obres, van ser encarregades per la Confraria de Nuestro Padre Jesús Nazareno de Múrcia.
Actualment es troben al Museu Salzillo de Múrcia. I cada Setmana Santa surten al carrer a ser venerats pel poble en les processions típiques de la Setmana Santa del sud d'Espanya.

## El Pessebre

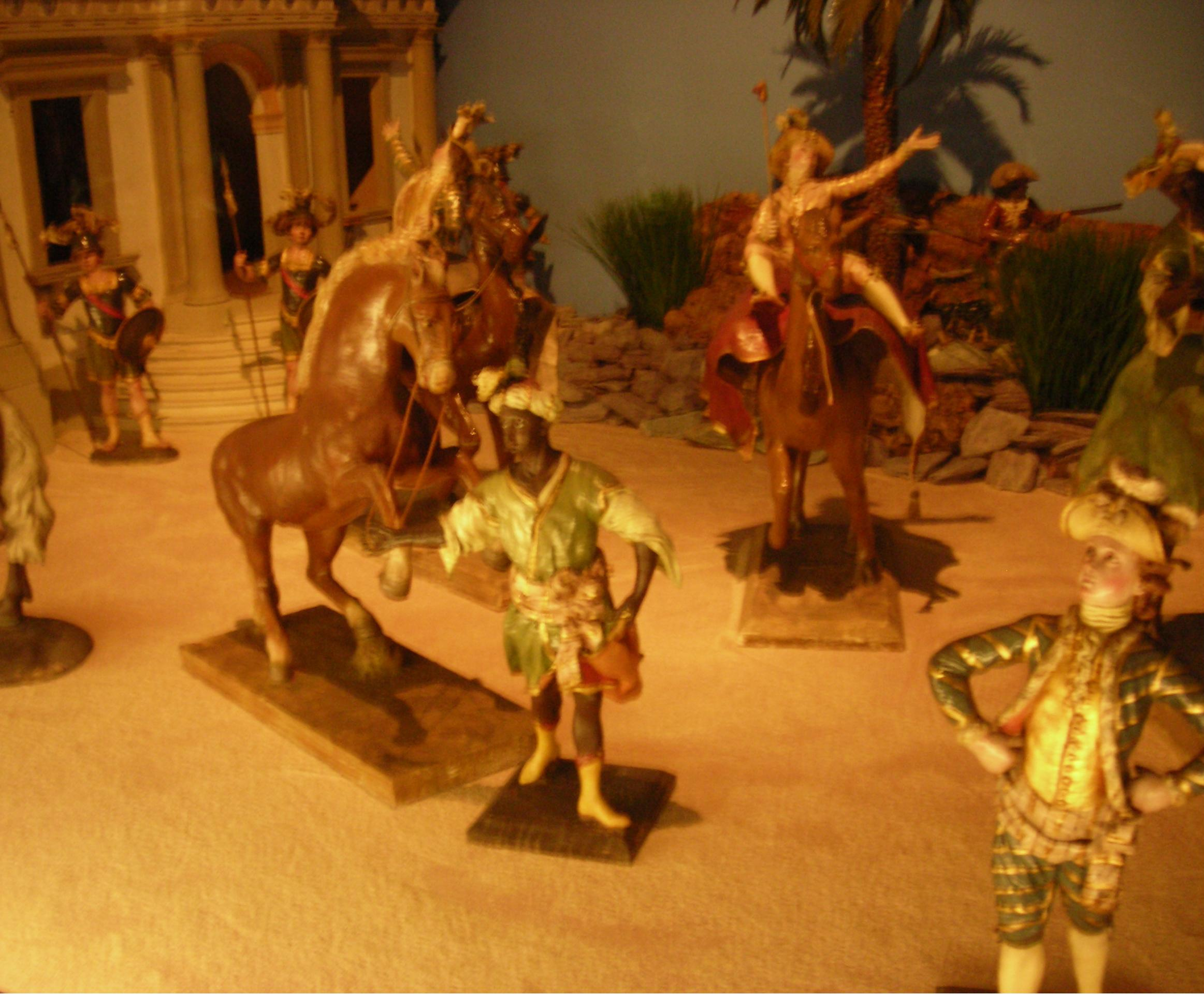
Detall del pessebre (Museu Salzillo).

Realitzat a partir de 1776 per encàrrec de Jesualdo Riquelme i Fontes, i culminat pel principal dels seus deixebles, Roque López, és una de les obres més representatives de l'obra de Francisco Salzillo. Està compost per 556 figures de 25-30 centímetres realitzades en fang cuit, fusta i cartró. Basant-se en els Evangelis de sant Mateu i de sant Lluc, Salzillo relata la història bíblica del Naixement de Crist, des de l'Anunciació a la fugida a Egipte, compaginant les escenes religioses amb unes altres de caràcter popular o costumista, sent fidel reflex de moltes de les tradicions de l'època. Basat en origen en la tradició dels pessebres napolitans, crearia una autèntica escola de pessebres que perdura a Múrcia fins als nostres dies.
L'escriptor i erudit Javier Fuentes i Ponte va ser l'autor del primer catàleg descriptiu d'aquest pessebre el 1897. En 1909, l'obra va eixir de Múrcia per a ser venuda, sent taxada en 165.000 pessetes. L'obra va tornar a Múrcia l'any 1915, quan el Ministeri d'Instrucció Pública i Belles Arts va autoritzar la seva compra per al poble de Múrcia per 27.000 pessetes. Al principi va estar situada en el Museu de la Trinidad, sent traslladada el 1956 al Museu Salzillo de Múrcia, on es troba actualment.
El pessebre de Salzillo ha estat exposat en dues ocasions a Madrid. La primera va ser el 1961 en el Museu Nacional d'Arts Decoratives, i la segona el 1998 en el Palau Reial. A més, el 1999 va tenir lloc una exposició en la sala Braccio di Carlomagno de la Ciutat del Vaticà, on es van mostrar les principals figures.

## Estil
A diferència dels grans autors d'imatgeria religiosa del segle xvii, com Montañés o Gregorio Fernández, Francisco Salzillo no aprofundeix en els aspectes dramàtics de les escenes, centrant-se en conceptes naturalistes i d'idealitzada bellesa que seran ja transició del final del Barroc al Rococó i al Neoclasicisme.
Salzillo va crear escola -l'anomenada Escola Murciana d'Escultura- que va transcendir a la seva època i que ha romàs vigent fins als nostres dies, car tant els seus primers seguidors, com els que s'han anat succeint fins a la data han perpetuat els models i tipus iconogràfics i estilístics de Francisco Salzillo.